# Andreas Kaplan

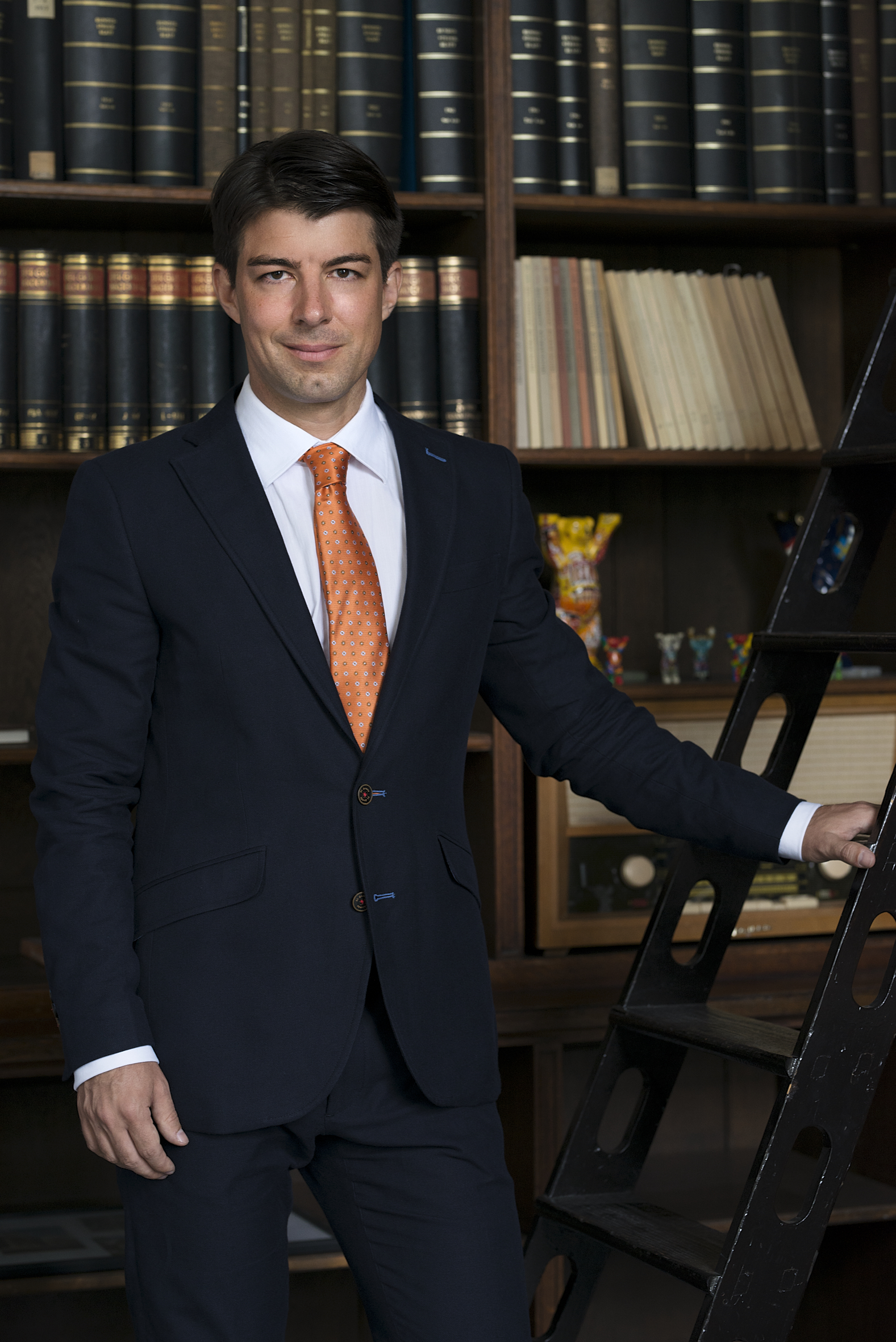
Andreas Kaplan, Rector ESCP Europe

Andreas Kaplan (München, 5 oktober 1977) is een universitair hoogleraar in de marketing en communicatie. Met meer dan 30.000 citaten op Google Scholar wordt Kaplan door John Wiley & Sons gerekend tot de 50 beste bedrijfs- en managementauteurs ter wereld. Hij is de rector van  ESCP Business School.

## Leven
Kaplan werd geboren op 5 oktober 1977 en groeide op in de Duitse stad München. Zijn moeder Anneliese Kaplan is Oostenrijkse en kleermaakster. Vincenc Kaplan, zijn vader, is slotenmaker van beroep en vluchtte tijdens de Tweede Wereldoorlog naar Duitsland.
Kaplan promoveerde aan de Sorbonne en ontving een doctoraat aan de Universiteit van Keulen en HEC Paris. Hij behaalde een Master of Public Administration aan de École nationale d'administration, een MSc van ESCP Business School en een BSc van de Ludwig Maximilians-Universiteit in München.
Voordat hij bij ESCP kwam, begon Kaplan zijn carrière als marketingprofessor aan de ESSEC Business School en Sciences Po Parijs. Bij ESCP Business School werd hij eerst gekozen tot hoofd van de Marketingfaculteit op de campussen van de school in Berlijn, Londen, Madrid, Parijs, Turijn en Warschau. Later diende hij als de directeur van de school voor Merk en Communicatie, en was hij tevens de decaan voor Academische en Internationale Zaken. Sinds 2017 is Andreas Kaplan de rector van de school en gevestigd in Berlijn.
Kaplan is geïnteresseerd in de toekomst van managementonderwijs en het algemene business schoollandschap. Hij heeft artikelen geschreven over onderwijs en zijn toekomstige evolutie, vooral met de digitalisering van de sector als gevolg van de komst van massive open online courses en small private online courses. Door Europa te definiëren als een “maximale culturele diversiteit bij minimale geografische afstanden“, toont Kaplan zich een sterk voorstander van intercultureel managementonderwijs. Daarnaast vraagt hij om een “Commissaris voor Geluk” in het bestuur van de Europese Unie.

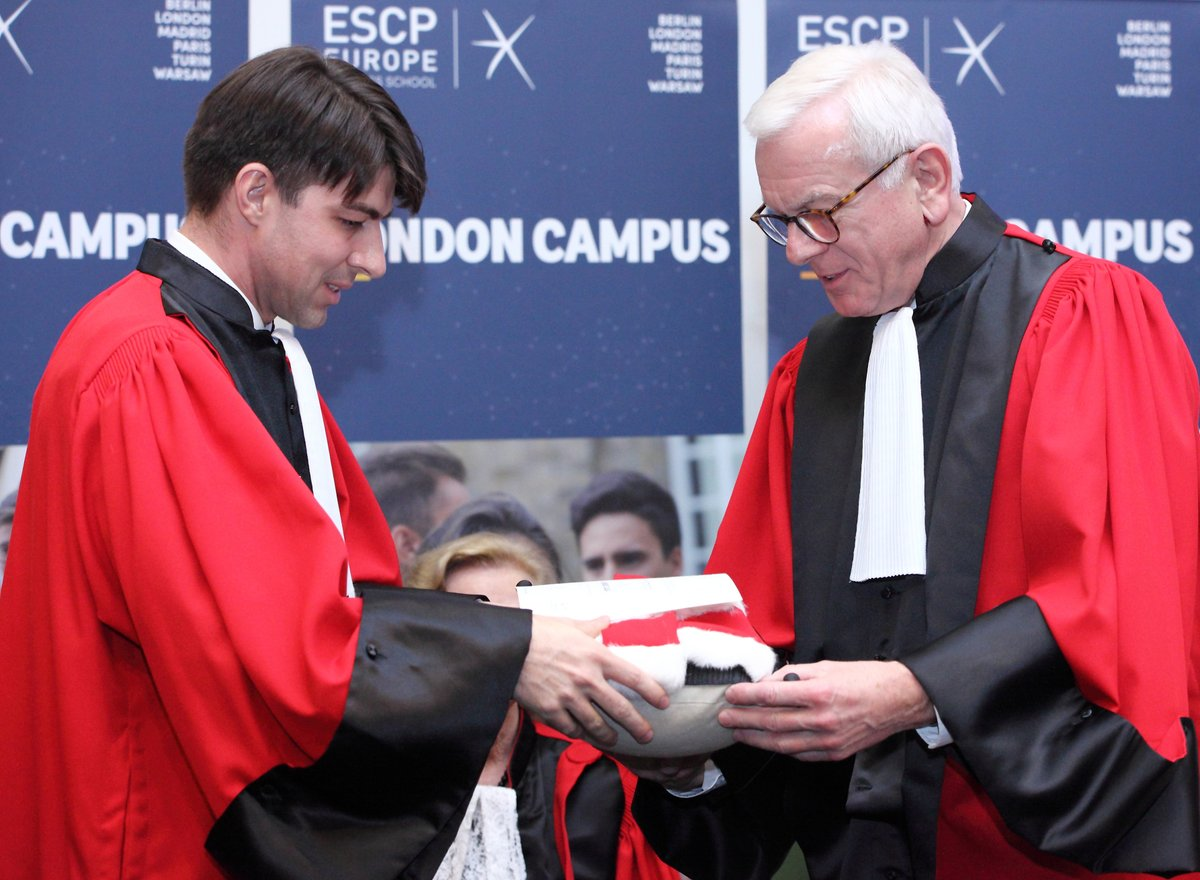
Eredoctoraat aan Hans-Gert Pöttering, voorzitter van het Europees Parlement 2007-2009

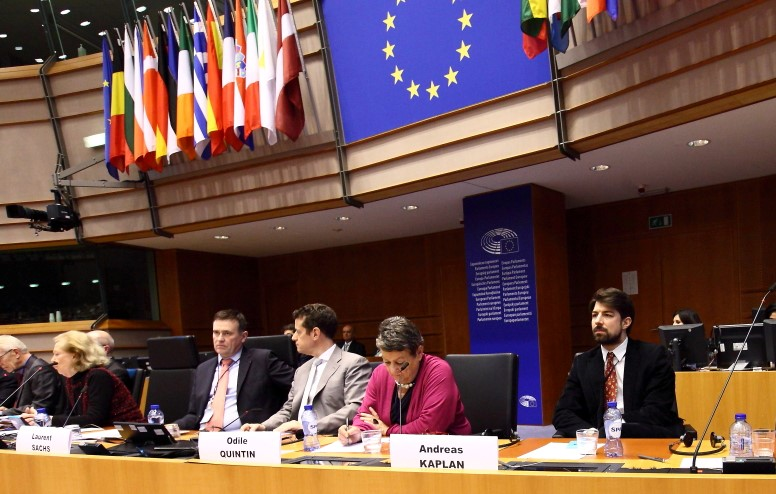
Nicole Fontaine, Andreas Kaplan - Europees Parlement Brussel

## Onderzoek
Het onderzoek van Kaplan richt zich hoofdzakelijk op het analyseren en decoderen van het digitale domein. Vooral zijn artikel uit 2010 "Users of the world, unite! The challenges and opportunities of social media” dat gepubliceerd werd in Business Horizons wordt veelvuldig geciteerd (meer dan 15.000 keer op Google Scholar, meer dan 5.000 keer in Scopus en meer dan 500 keer in Business Source Premier) en is bekend in het vakgebied. Kaplan ontving de jaarlijkse ‘Best Article Award’ van Business Horizons, gesponsord door Elsevier, voor zijn publicatie uit 2012 "If you love something, let it go mobile: Mobile marketing and mobile social media 4x4".

## Europees management
Kaplan staat ook bekend om zijn werk waarin hij de Europese benadering van management analyseert. Hij definieert Europees management als "intercultureel, maatschappelijk management, gebaseerd op een interdisciplinaire aanpak" en met drie kenmerken:
1. Bij een Europese managementaanpak moet rekening worden gehouden met de verschillende Europese culturen en de invloed die deze hebben op de zakelijke praktijk, om culturele overeenkomsten en bijzonderheden in verschillende organisatorische omgevingen en managementgewoonten vast te kunnen stellen.
2. Managementprincipes in heel Europa hebben een onderbouwing die sterk maatschappelijk van aard is.
3. Europese managers moeten heel flexibel zijn, omdat de juridische, sociale, politieke en economische context in heel Europa anders is. Een dergelijk aanpassingsvermogen gaat gepaard met het vermogen om een interdisciplinaire aanpak toe te passen.